# Georg Völkner
Georg Völkner, auch: Völckner, latinisiert: Georgius Völcknerus (* 25. Februar 1595 in Rostock; † vor dem 19. Januar 1664 ebenda) war ein deutscher Gymnasiallehrer und Prediger.

## Leben
Völkner war der Sohn des Rostocker Patriziers Hans Völkner und der Pastorentochter Anna Paschental (Paschedag) aus Kritzkow. Er besuchte die Domschule Güstrow, die Große Stadtschule Rostock und das Pädagogium Stettin. 1614 begann Völkner ein Studium an der Universität Rostock und wurde zum Magister promoviert. Anschließend kehrte er an die Domschule Güstrow als Lehrer zurück und war dort ab 1628 als Konrektor tätig. Zugleich wurde er an der Universität Rostock zum Dr. phil. promoviert. Veranlasst durch einen Pest-Ausbruch und die schlechte Lage im Dreißigjährigen Krieg gab er 1638 diese Stelle auf und begann eine Studienreise an verschiedene Akademien, die ihn zuerst nach West- und Nordeuropa führte und 1641 nach Süddeutschland. Anschließend kehrte Völkner in seine Heimatstadt Rostock zurück, wo er als Prediger und Dozent tätig war.

## Werke
- Ein Dreyfaches Klagelied Der dreyen Fürnehmen im Lande Mecklenburg gelegenen Städte als Rostock/ Wißmar/ Gustrow. In welchem Generaliter, vnd kürtzlich/ nach ihrer Buchstaben Anleitung/ angezeiget/ was dieselbigen für Trangsal/ Jammer vnd Noth/ in dem jüngst verflossenen vexir vnd tribulir Jahren erlitten/ vnd außgestanden... : Von einem wie wol schlechten/ doch auffrichtigen vnd rechten Mecklenburgischen Patrioten, der in einer der vorgenannten Städte geboren/ in einer aber der beyden vbrigen seinen jetzigen Aufenthalt hat... vnd ihnen sampt vnd sonderlich wolmeinentlich vorehret... (1632)[5]